# Longital
Longital (do roku 2006 Dlhé diely) je slovenská hudební skupina.
Vznikla v roce 2001 pod názvem Dlhé diely v sestavě Daniel Salontay, Šina, Martin Zajko a Ajdži Sabo. Zajko a Sabo si brzy vytvořili vlastní projekt Slide&Udu a tak od roku 2002 s Dlhými diely hrával Marián Slávka a později i Peter Lipa mladší.
Od roku 2004 skupina vystupuje jako trio: Daniel Salontay, Šina a Xi-di-nim (minidisk, „mechanický“ člen skupiny, dnes už v podobě: laptop a jeho bratr – Lemur Jazz mutant). Absolvovala koncerty na Slovensku, v České republice i po celé Evropě.
Na jaře roku 2006 skupina změnila název na Longital. Pravidelně koncertuje na Slovensku, v České republice a zahraničí.

## Diskografie
- Dlhé diely. September. (Slnko records, 2001)
- Šinadisk. (Slnko records, 2001)
- Dlhé diely. Tu. (Slnko records, 2002),
- Šina. In Virgo. (Slnko records, 2003)
- Dlhé diely. Sveta diely (Slnko records, 2004)
- Longital. Výprava / Voyage. (Slnko records, 2006)
- Longital. Gloria. (Slnko records, 2008)
- Revoyaged (Slnko records, 2009)
- Long Live! (Slnko records, 2010)
- Longital. Teraz. (Slnko records, 2010)
- Bubliny v betóne (Slnko records, 2013)
- A To Je Všetko? (Slnko records, 2015)
- Divoko (Slnko records, 2016)
- Mauna (Slnko records, 2019)
- Dočista (Slnko records, 2022)